# Data-integratie
Data-integratie omvat het combineren van gegevens die zich in verschillende bronnen bevinden om gebruikers daarvan een eenduidig beeld te bieden.
Het proces van data-integratie is belangrijk in verschillende situaties, waaronder zowel commerciële omgevingen, zoals wanneer twee vergelijkbare bedrijven hun databases moeten samenvoegen, als wetenschappelijke omgevingen, wanneer onderzoeksresultaten worden gecombineerd. Data-integratie wordt steeds vaker zichtbaar naarmate het volume (zoals bij big data) en de noodzaak om bestaande gegevens te delen zeer snel toeneemt.

## Geschiedenis
De snelle ontwikkeling van de technologie van databases sinds de jaren 60 zorgden ervoor dat bestaande gegevens moeten worden gedeeld en gecombineerd. Deze combinatie kan op verschillende niveaus in de databasestructuur plaatsvinden. Een populaire oplossing is gebaseerd op het datawarehouse-principe, dat gegevens uit heterogene (ongelijksoortige) bronnen haalt, transformeert en in een uniform systeem laadt.
Sinds 2009 is de trend van data-integratie verschoven naar gestandaardiseerde query-interfaces om de gegevens in realtime op te halen. Hierdoor kunnen de gegevens rechtstreeks vanuit ongelijksoortige bronnen worden opgevraagd, wat een voordeel biedt in de tijdigheid van de gegevens, maar langere toegangstijden vereist. Sinds 2010 heeft onderzoek op dit gebied het probleem van semantische integratie sterk verbeterd. Het gaat minder om de structuur van verschillende databases en meer om het oplossen van semantische conflicten tussen ongelijksoortige gegevensbronnen. Als twee bedrijven bijvoorbeeld hun databases willen samenvoegen, kunnen bepaalde definities, zoals omzet, verschillende betekenissen hebben. Men gebruikt in dergelijke gevallen ontologie en benchmarking.